# شاخ‌چهره آسیایی
شاخ‌چهره آسیایی(نام علمی: Asiaceratops) نام یک سرده از زیرراسته شاخ‌چهره‌سانان است.